# Richer Than I Ever Been
Richer Than I Ever Been è l'undicesimo album in studio del rapper statunitense Rick Ross, pubblicato nel 2021.

## Tracce
1. Little Havana (featuring Willie Falcon & The-Dream) – 3:46
2. The Pulitzer – 2:18
3. Rapper Estates (featuring Benny the Butcher) – 3:23
4. Marathon – 3:42
5. Warm Words in a Cold World (featuring Wale & Future) – 3:40
6. Wiggle (featuring DreamDoll) – 2:41
7. Can't Be Broke (featuring Yungeen Ace & Major Nine) – 4:13
8. Made It Out Alive (featuring Blxst) – 3:38
9. Outlawz (featuring Jazmine Sullivan & 21 Savage) – 4:49
10. Imperial High – 3:22
11. Richer Than I Ever Been – 2:52
12. Hella Smoke (featuring Wiz Khalifa) – 3:39